# RV Mirai
Le RV Mirai est un navire océanographique de la Japan Agency for Marine-Earth Science and Technology de Yokosuka. Il a été construit à l'origine en tant que cargo polyvalent à propulsion nucléaire navale, sous le nom de Mutsu, mais n'a jamais transporté de cargaison commerciale.

## Construction et développement

### Mutsu (1972-1996)
Le réacteur à eau pressurisée fut achevé le 25 août 1972 et le combustible chargé le 4 septembre. Lorsque les autorités ont annoncé que le premier passage d'essai devait avoir lieu à l'embarcadère de Ōminato, des manifestations locales les ont forcés à reconsidérer leur décision. Finalement, il a été décidé de tester le navire en pleine mer, à 800 km à l’est du cap Shiriya (District de Shimokita).] Le navire a quitté Ōminato le 26 août 1974 et le réacteur a atteint sa zone critique le 28 août.

### Accident de radiation
Lorsque le réacteur a été porté à 1,4% de sa capacité à 17 heures le 1er septembre 1974, une insuffisance mineure du blindage a favorisé l'évacuation de neutrons et de rayons gamma hors de l'enceinte blindée du réacteur. La Westinghouse Electric Company avait examiné le projet et averti de cette possibilité de fuite, mais aucune modification n'a été apportée à la conception. Il n’y a pas eu d’exposition significative aux radiations, mais c’est devenu un problème politique et un pêcheur local a bloqué son retour au port pendant plus de 50 jours. Le gouvernement est finalement parvenu à un accord avec le gouvernement local et les pêcheurs. Le Mutsu a été autorisé à rentrer au port à la condition de trouver un nouveau port d'attache et le navire est rentré à Ōminato le 15 octobre.
À Sasebo, entre 1978 et 1982, le bouclier du réacteur du Mutsu a été modifié et son port d'attache a été transféré à Sekinehama (ja) en 1983. À la suite d'une refonte, le Mutsu a été achevé en février 1991. Il a ensuite achevé son objectif initial de parcourir 82.000 km en essais en mer et a été désarmée en 1992. Le programme avait coûté plus de 120 milliards de yens (environ 1,2 milliard de dollars US).

### Mirai (1996 – présent)
Après avoir retiré le réacteur en 1995 et décontaminé le navire, Mutsu a été reconstruit en tant que navire océanographique Mirai .

Logo JANSTEC

Il a reçu 4 moteurs diesel-électrique Daihatsu agissant sur deux hélices à pas variables et des propulseurs d'étrave. Sa refonte en fait le plus grand navire de recherche et il est exploité pour le compte de la JAMSTEC (Japan Agency for Marine-Earth Science and Technology) par Global Ocean Development Inc. (GODI), une filiale de Nippon Yusen Kaisha (NYK Line).
Il est équipé de 13 laboratoires permanents et peut transporter jusqu'à quatre laboratoires supplémentaires en conteneurs sur le pont de travail. Il dispose d'une grue à potence de 11 tonnes, de 7 treuils d'observation plus petits, de 3 treuils de traction pour la récupération du mouillage, d'un pont roulant articulé de 3 tonnes et d'un pont roulant à flèche de 10 tonnes. Le Mirai est un navire très approprié pour mener des recherches prolongées dans des environnements difficiles tels que l'Arctique et l'Antarctique.

## Mutsu Science Museum
La salle du réacteur, la salle de commande, le pont, l’arc et l’hélice ont été transformés en musée et sont ouverts au public au Mutsu Science Museum. Les visiteurs peuvent interagir avec les commandes de la salle de contrôle et visualiser la cuve du réacteur par plusieurs ports d'observation.
Les matières nucléaires provenant du navire sont entreposées en face du musée dans une installation gérée par l’Agence japonaise de l'énergie atomique.

### Note et référence
1. ↑  (en) « Nuclear Ship Mutsu - Specifications », sur globalsecurity.org (consulté le 5 août 2022)
2. ↑  Oceanographic Research Vessel MIRAI

- (en) Cet article est partiellement ou en totalité issu de l’article de Wikipédia en anglais intitulé « RV Mirai » (voir la liste des auteurs).